# Comitato di supervisione costituzionale dell'URSS
Il Comitato di supervisione costituzionale dell'URSS (in russo Комитет конституционного надзора СССР, ККН СССР?, Komitet konstitucionnogo nadzora SSSR, KKN SSSR) è stato un organo statale dell'Unione Sovietica istituito nel 1989 dal Soviet Supremo dell'URSS.
Il Comitato aveva il compito di verificare il rispetto della Costituzione sovietica da parte dei disegni di legge pansovietici e atti già in vigore adottati dal Congresso dei deputati del popolo dell'URSS e dalle forze armate dell'URSS, degli atti del procuratore generale e del capo arbitro statale dell'URSS e dei regolamenti di altri organi statali e organizzazioni pubbliche. Poteva intervenire nei disaccordi tra l'URSS e le repubbliche sovietiche, nonché tra le stesse repubbliche e altre entità nazionali-territoriali su iniziativa di una delle parti in causa.
Oltre al Comitato a livello pansovietico, ogni repubblica sovietica costituente e autonoma possedeva un proprio comitato di supervisione costituzionale.

## Storia
La decisione di creare una corte costituzionale per l'Unione Sovietica fu presa dal Segretario Generale del Partito Comunista dell'URSS e presidente del Soviet Supremo dell'URSS Michail Gorbačëv nell'ambito del suo programma di riforma e riorganizzazione del potere statale.
La legge dell'URSS del 1 dicembre 1988 n. 9853-XI "Sugli emendamenti e sulle aggiunte alla Costituzione (legge fondamentale) dell'URSS" istituì il Comitato di supervisione costituzionale dell'URSS con 21 membri, aumentati poi a 25 con la legge dell'URSS del 23 dicembre 1989 n. 974-I "Sugli emendamenti e aggiunte all'articolo 125 della Costituzione (legge fondamentale) dell'URSS". Nello stesso giorno, con decreto del Congresso dei deputati del popolo, il direttore dell'Istituto di filosofia e diritto della sede degli Urali dell'Accademia delle scienze dell'URSS, dottore in giurisprudenza, professor Sergej Sergeevič Alekseev fu eletto presidente del KKN.
I poteri e le procedure per le attività del Comitato furono determinati dalla legge dell'URSS del 23 dicembre 1989 "Sulla vigilanza costituzionale in URSS", entrata in vigore il 1 gennaio 1990.
Il 26 aprile 1990 furono eletti 19 membri del KKN tra le repubbliche sovietiche, ad eccezione delle RSS Lettone, Lituana ed Estone che ritirarono i propri candidati.
Nel corso della sua attività, il Comitato adottò più di 40 atti e su Vedomosti Verchovnogo Soveta SSSR, la gazzetta ufficiale del Soviet supremo, furono pubblicati gli atti finali su 23 questioni esaminate dal Comitato. In 18 casi il Comitato accertò l'incoerenza di alcuni atti con la Costituzione, gli atti internazionali e gli obblighi internazionali dell'URSS; in 12 casi dichiarò nulli degli atti incostituzionali; in 2 casi sospese la validità degli atti e in 2 casi ordinò l'ufficio del pubblico ministero per presentare ricorsi contro atti legali.
Il 19 agosto 1991, durante il putsch di agosto, cinque membri del Comitato presenti a Mosca si riunirono per discutere della crisi. Poiché per prendere una decisione a nome del KKN dovevano esserci almeno undici membri, i cinque avanzarono a titolo personale una richiesta al Soviet Supremo dell'URSS con la quale affermarono che l'introduzione dello stato di emergenza richiedeva il consenso del Soviet Supremo, espressero preoccupazione per la situazione in corso e richiesero informazioni sull'incapacità del presidente dell'URSS di esercitare i suoi poteri.
L'11 dicembre 1991, il Comitato emise una dichiarazione che condannava la firma dell'Accordo di Belaveža sull'istituzione della Comunità degli Stati Indipendenti, affermando che poche repubbliche non erano autorizzate a risolvere questioni relative ai diritti e agli interessi di altre repubbliche. Gli organi di potere dell'URSS avrebbero potuto cessare di esistere soltanto "dopo una decisione costituzionale sulla questione del destino dell'URSS".
Il Comitato terminò di propria iniziativa le sue attività il 26 dicembre 1991 con l'adozione della dichiarazione sulla cessazione dell'esistenza dell'URSS, ma l'organo non venne abrogato formalmente.

## Poteri
Il Comitato di supervisione costituzionale dell'URSS operava in base alla "legalità socialista", doveva essere indipendente e rispondere solo alla Costituzione dell'URSS. Qualsiasi ingerenza esterna nei lavori del KKN era vietata e punibile.
Le decisioni prese dal KKN erano vincolanti per tutti gli organi di potere statale pansovietici e di ogni RSS, ma le funzioni di supervisione non si applicavano a sentenze e altre decisioni dei tribunali, alle decisioni di organi investigativi, pubblici ministeri, arbitrati statali in casi civili, penali, amministrativi e arbitrali.
Il Comitato di supervisione costituzionale dell'URSS aveva anche il diritto di presentare autonomamente pareri sulla conformità con la Costituzione e le leggi dell'URSS degli atti dei più alti organi del potere statale e dell'amministrazione sovietica o di altri organi formati o eletti dal Congresso dei deputati del popolo dell'URSS e dal Soviet supremo dell'URSS.
Il Comitato aveva iniziativa legislativa nel caso ritenesse che l'osservanza delle disposizioni della Costituzione fossero ostacolate dall'assenza di un atto legislativo appropriato, presentando quindi un disegno di legge al Congresso dei deputati del popolo dell'URSS o al Soviet supremo dell'URSS.
Con la legge dell'URSS del 14 marzo 1990 "Sull'istituzione della carica del presidente dell'URSS e sugli emendamenti e aggiunte alla Costituzione (legge fondamentale) dell'URSS", fu stabilito che era richiesto il parere del KKN per sollevare dall'incarico il presidente dell'Unione Sovietica in caso di violazione della Costituzione e delle leggi dell'URSS. Il Congresso dei deputati dell'URSS aveva il diritto di respingere le conclusioni del Comitato con almeno i due terzi dei voti.

## Membri
I membri venivano eletti dal Congresso dei deputati del popolo dell'URSS per un periodo di dieci anni e furono selezionati tra esperti nel campo della politica e del diritto. Vi era un presidente, un vicepresidente e 25 membri (de facto 19), tra cui rappresentanti di ciascuna repubblica dell'URSS. I membri erano indipendenti nell'esercizio delle loro funzioni e rispondevano soltanto alla Costituzione sovietica: non potevano far parte contemporaneamente di altri organi statali né ricevere istruzioni esterne. I membri giuravano fedeltà alla Costituzione davanti al presidente del Soviet supremo.
Le proposte sulla composizione del KKN venivano presentate al Congresso dei deputati del popolo dal presidente del Soviet supremo. Un candidato veniva eletto con la maggioranza dei voti dei deputati del popolo dell'URSS. Al fine di garantire la continuità delle attività del KKN, la sua composizione veniva rinnovata per metà ogni cinque anni. I membri neoeletti del comitato entravano in carica dal momento in cui scadeva il mandato di coloro che cessavano di farne parte.
I poteri di una persona eletta nel Comitato potevano essere revocati anticipatamente su sua richiesta di dimissioni, per motivi di salute che gli impediscono di svolgere le sue funzioni, in caso di violazione del giuramento o in connessione con la condanna di un tribunale. La revoca di un membro veniva proposta dal presidente del Soviet supremo al Congresso dei deputati del popolo.
Un membro del KKN aveva il diritto di voto decisionale su tutte le questioni esaminate, ma non poteva esprimere pubblicamente la sua opinione sulla conformità o incoerenza con la Costituzione e le leggi dell'URSS degli atti e dei disegni di legge esaminati dal Comitato fino a quando quest'ultimo non avesse adottato un parere su questo problema.
Una persona eletta nel KKN godeva di immunità e non poteva essere processata senza il consenso del Comitato con scrutinio segreto, e non poteva esser perseguito per le sue opinioni o per il suo voto nell'esame dei casi.

### Presidenza
Il presidente del KKN dirigeva i lavori del Comitato, ne convocava le riunioni di propria iniziativa o su proposta di almeno tre membri del Comitato e le presiedeva. Il vicepresidente del comitato di vigilanza costituzionale dell'URSS svolge alcune delle sue funzioni sotto l'autorità del presidente del comitato e sostituisce il presidente in caso di sua assenza o impedimento.
In caso di impossibilità per il presidente del Comitato e per chi ne fa le veci di esercitare le proprie funzioni, il Comitato eleggeva tra i suoi membri un presidente supplente fino al rientro del presidente o del suo supplente o fino al successivo Congresso dei deputati del popolo dell'URSS, con l'elezione di un nuovo presidente e vicepresidente.
- Presidente: Sergej Sergeevič Alekseev, direttore dell'Istituto di filosofia e diritto della sede degli Urali dell'Accademia delle scienze dell'URSS, dottore in giurisprudenza, professor

- Vicepresidente: Boris Michajlovič Lazarev - capo del settore dell'Istituto di Stato e diritto dell'Accademia delle scienze dell'URSS, dottore in giurisprudenza, professore

### Membri
I 19 membri eletti del KKN furono eletti con decreto del Soviet supremo dell'URSS.
1. Aljaksandr Michajlavič Abramovič - cattedra all'Università statale bielorussa intitolata a V. I. Lenin, dottore in giurisprudenza, professore
2. Anvar Agzamkhodzhaev - cattedra all'Università statale di Tashkent intitolata a V. I. Lenin, dottore in giurisprudenza, professore, membro corrispondente dell'Accademia delle scienze della RSS Uzbeka
3. Murad Annanepesov - vicepresidente dell'Accademia delle scienze della RSS Turkmena, dottore in scienze storiche
4. Sergej Semënovič Boscholov - dottorando dell'Accademia del Ministero degli affari interni dell'URSS, candidato di scienze giuridiche, professore associato
5. Fedir Glibovyč Burčak - Capo del dipartimento giuridico del Presidium del Soviet Supremo della RSS Ucraina, dottore in giurisprudenza
6. Anatolij Grigor’evič Bykov - cattedra all'Università statale di Mosca intitolato a M. V. Lomonosov, dottore in giurisprudenza, professore
7. Rozalija Ivanovna Ivanova - professoressa della Facoltà di Giurisprudenza dell'Università statale di Mosca, dottoressa in giurisprudenza
8. Georgij Zachar'evič Inckirveli - cattedra all'Università statale di Tbilisi, dottore in giurisprudenza, professore
9. Ljudvig Mnacakanovič Karapetjan- Vicerettore dell'Università Statale di Erevan, dottore in filosofia, professore
10. Safa Abbas oglu Mirzoev - professore associato dell'Università statale dell'Azerbaigian intitolata a S. M. Kirov, candidato di scienze giuridiche
11. Irek Šarifovič Muksinov - capo del gruppo dei problemi delle relazioni nazionali-statali dell'Istituto di Stato e diritto dell'Accademia delle scienze dell'URSS, candidato alle scienze giuridiche
12. Michail Ivanovič Piskotin - caporedattore della rivista Narodnyj deputat, dottore in giurisprudenza, professore
13. Andrej Ivanovič Smokin - professore associato dell'Università statale di Kišinëv intitolata a V. I. Lenin, candidato di scienze giuridiche
14. Vadim Konstantinovič Sobakin - consulente per il Comitato Centrale del PCUS, dottore in giurisprudenza
15. Georgij Kirillovič Tolstoj - professore dell'Università Statale di Leningrado, dottore in giurisprudenza
16. Rafik Turgunbekov - capo del Dipartimento dell'Istituto di filosofia e diritto dell'Accademia delle scienze della RSS Kirghiza, dottore in giurisprudenza
17. Očilbaj Usmanov - direttore dipartimentale dell'Università statale tagika intitolata a V. I. Lenin, dottore in giurisprudenza, professore
18. Vadim Donatovič Filimonov - primo vicerettore dell'Università statale di Tomsk intitolata a V. V. Kujbyšev, dottore in giurisprudenza, professore
19. Šakir Šachmedovič Jagudin - capo dipartimentale del Presidium del Soviet Supremo della RSSA Tatara, candidato alle scienze giuridiche.

## Processo di supervisione costituzionale

### Richiesta di supervisione costituzionale
Su richiesta del Soviet Supremo dell'URSS, delle sue camere, del Presidium del Soviet Supremo dell'URSS o del suo presidente, dei comitati permanenti delle camere e dei comitati del Soviet Supremo dell'URSS, del Consiglio dei ministri dell'URSS, dei più alti organi del potere statale delle repubbliche sovietiche, del Comitato per il controllo popolare dell'URSS, della Corte Suprema dell'URSS, del procuratore generale dell'URSS, del capo arbitro statale dell'URSS, degli organi di organizzazioni pubbliche di tutta l'URSS e dell'Accademia delle scienze dell'URSS, il Comitato di supervisione costituzionale sollevava la questione sulla conformità costituzionale e legale di atti e decreti di altri organi statali e organizzazioni pubbliche, con la possibilità di respingere singole istruzioni, proposte o ricorsi se non erano di sua competenza. Il KKN poteva iniziare anche autonomamente il processo di revisione costituzionale.
Al Comitato di supervisione costituzionale dell'URSS potevano essere sottoposti le conclusioni sulla conformità con la costituzione sovietica dei disegni di legge e di altri atti presi in esame dal Congresso dei deputati del popolo dell'URSS su iniziativa di almeno un quinto dei deputati del popolo dell'URSS, del presidente del Soviet supremo dell'URSS o dei più alti organi del potere statale delle repubbliche sovietiche.
Il presidente del Comitato di supervisione costituzionale dell'URSS incaricava uno o più membri del comitato di prepararsi all'esame della questione in una riunione del comitato e fissava un termine per il suo completamento, che non avrebbe dovuto superare i sei mesi. Durante la predisposizione del fascicolo, i membri del Comitato potevano richiedere agli organi statali e alle organizzazioni pubbliche qualsiasi documento e altra informazione relativa al problema esaminato, ascoltare le spiegazioni dei funzionari degli organi statali e delle organizzazioni pubbliche competenti e coinvolgere scienziati e professionisti come consulenti. I funzionari interpellati non potevano rifiutarsi di fornire i documenti e le informazioni richieste, altrimenti avrebbero avuto responsabilità legali.

### Riunione
Il presidente del Comitato di supervisione costituzionale dell'URSS sollevava la questione sulla legalità di un atto o disegno di legge in una riunione del Comitato entro un mese dalla fine dei preparativi per l'esame della questione. La bozza della conclusione del KKN e la relativa documentazione dovevano essere inviate ai partecipanti alla riunione entro quindici giorni prima della riunione.
La riunione era competente se erano presenti almeno i due terzi del Comitato e, se non era necessario preservare il segreto di Stato o altri segreti protetti dalla legge, doveva svolgersi pubblicamente.
Potevano partecipare alla riunione del KKN un rappresentante dell'organismo che aveva sollevato la questione, un rappresentante dell'organismo che aveva emanato l'atto o presentato la bozza dell'atto, il presidente e i vicepresidenti del Soviet Supremo dell'URSS, i presidenti delle camere del Soviet supremo, i presidenti dei comitati del Soviet supremo e dei comitati permanenti delle sue camere, il presidente del Consiglio dei ministri dell'URSS, il presidente del Comitato di controllo popolare dell'URSS, il presidente della Corte Suprema dell'URSS, il procuratore Generale dell'URSS, il capo arbitro statale dell'URSS e il ministro della giustizia dell'URSS.
Il presidente del KKN, o per suo conto uno dei membri, esponeva l'essenza della questione in esame. Il rappresentante dell'ente che aveva sollevato la questione e quello dell'ente che aveva emanato l'atto o presentato il progetto dell'atto avevano il diritto di esprimere il proprio parere sulla questione in esame, ed il KKN poteva decidere di ascoltare anche altri soggetti.

### Conclusione del KKN
La conclusione del Comitato veniva adottato in una riunione alla quale partecipavano solo i suoi membri. Il testo doveva stabilire con motivazioni la conformità o incoerenza dell'atto o del disegno di legge esaminato e doveva essere approvato a maggioranza semplice (e senza astensioni) dai membri del KKN. In caso di parità di voti, avrebbe prevalso il voto del Presidente del Comitato. Un membro del Comitato che aveva un parere contrario al testo poteva dichiararlo per iscritto e, in questo caso, veniva incluso come parte indipendente nella conclusione del KKN.
Il testo veniva poi passato all'organo che aveva emanato l'atto discusso, all'organo che aveva richiesto l'esame, al Presidium del Soviet Supremo dell'URSS e al Congresso dei deputati del popolo, che avrebbe discusso la conclusione assieme alla legge o al disegno di legge. Se il tema riguardava gli emendamenti costituzionali o le leggi delle singole RSS, la conclusione del KKN poteva essere trasmessa anche al Soviet supremo. Su proposta di almeno un quinto dei membri del Soviet Supremo dell'URSS, del presidente del Soviet Supremo dell'URSS o degli organi più alti del potere statale delle repubbliche sovietiche, il KKN sottoponeva al Soviet Supremo dell'URSS le conclusioni sulla legittimità degli atti e dei disegni di legge delle sue camere, le decisioni e i decreti del Consiglio dei ministri dell'URSS rispetto alla Costituzione, alle leggi dell'URSS, ai trattati internazionali firmati dall'URSS e ad altri obblighi dell'URSS e delle repubbliche sovietiche.
La conclusione del KKN non sospendeva subito l'applicazione delle leggi dell'URSS e di altri atti adottati dal Congresso dei deputati del popolo dell'URSS, delle costituzioni delle RSS o delle loro disposizioni individuali. La conclusione poteva inoltre essere respinta da una decisione del Congresso adottata dai due terzi del numero totale dei deputati del popolo dell'URSS, per poi essere discussa e votata durante la successiva riunione del Congresso.

### Sospensione, eliminazione o revisione dell'atto
Se il KKN denunciava l'incostituzionalità o l'illegittimità di un atto o parte di esso, l'atto veniva subito sospeso per intero o in parte fino a quando non veniva corretta l’incongruenza segnalata. La dichiarazione della sospensione era pubblicata e inviata contemporaneamente alla pubblicazione e trasmissione dell'atto.
L'organo che aveva emesso l'atto doveva eliminare entro tre mesi le discrepanze con la Costituzione o le leggi dell'URSS indicate nelle conclusioni del KKN. La scadenza poteva essere prorogata con una risoluzione del Presidium del Soviet Supremo dell'URSS.
Se la discrepanza non veniva eliminata entro il periodo stabilito, il KKN doveva presentare al Congresso dei deputati del popolo dell'URSS, al Soviet supremo dell'URSS o al Consiglio dei ministri dell'URSS la richiesta di abolizione dell'atto o delle singole disposizioni non conformi alla Costituzione o alle leggi dell'URSS.
Se la conclusione del Comitato veniva respinta dal Soviet Supremo dell'URSS, la questione veniva esaminata dal Congresso dei deputati del popolo dell'URSS, la cui decisione era definitiva. La decisione sul respingimento della conclusione del Comitato da parte del Congresso dei deputati del popolo doveva essere adottata a maggioranza dei due terzi del numero totale dei deputati del popolo dell'URSS. Se la proposta di rifiuto del parere del Comitato non riceveva il numero di voti richiesto, l'atto o le sue singole disposizioni diventavano nulli.